# Sky Cinema
Sky Cinema – filmowy kanał telewizyjny w Wielkiej Brytanii.
Kanał rozpoczął nadawanie 5 lutego 1989 roku.